# Winnetou
Winnetou – tytułowy (fikcyjny) bohater powieści niemieckiego pisarza Karola Maya oraz kilku innych jego przygodowych opowieści. Syn wodza Inczu-czuny.

## Życiorys
Winnetou jest młodym, szlachetnym wodzem indiańskiego plemienia Apaczów Mescalero, a po śmierci ojca także najwyższym wodzem Apaczów. Pozytywne cechy charakteru odróżniają go od wielu białych przybywających na Dziki Zachód, a także od innych Indian – Komanczów, Kiowa i Siuksów (Indianie Dakota) określanych przez Maya jako „podstępnych”. Winnetou jest świetnym tropicielem i strzelcem. Posługuje się strzelbą – dwururką, ozdobioną srebrnymi ćwiekami, należącą wcześniej do jego ojca. Przyjacielem i towarzyszem licznych jego przygód jest Old Shatterhand – biały westman pochodzenia niemieckiego, z którym Winnetou zawarł braterstwo krwi.
Ich przyjaźń była wręcz kryształowa. Jak przepowiedział Inczu-czuna, ojciec Winnetou: „Dusza mieszka we krwi. Dusze tych dwóch młodych wojowników wejdą w siebie nawzajem i utworzą jedną jedyną. Niechaj potem to, co pomyśli Old Shatterhand będzie myślą Winnetou, a co Winnetou zechce, niechaj będzie wolą Old Shatterhanda”. Obaj przyjaciele znali się tak dobrze, że słowa Inczu-czuny sprawdzały się później niejednokrotnie.
Winnetou zginął od strzału, podczas akcji uwalniania białych osadników z niewoli Siuksów (w pobliżu góry Hancock). Kula weszła w płuco, powodując dość szybką, bolesną śmierć Apacza. Przed śmiercią Winnetou wyznał, że uwierzył w Zbawiciela i że stał się chrześcijaninem. Poprosił również swego „brata” Old Shatterhanda o odnalezienie testamentu i wypełnienie jego woli. Testament trafił jednak w ręce mordercy, Santera, którego postać przewijała się przez całą trzytomową opowieść. Mimo pościgu Santer zdołał zniszczyć dokument. Ostatecznie morderca poniósł karę – padł ofiarą pułapki zastawionej przez Apacza na człowieka, który niepowołany chciałby przejąć złoto, o którym była mowa w testamencie.
Kultury europejskiej i umiejętności czytania oraz języka angielskiego nauczył go „Biały Ojciec” Kleki-petra – starzec (także z pochodzenia Niemiec) przyjęty do plemienia Apaczów. Ojciec Inczu-czuna i siostra Nszo-czi zginęli w drodze od kryjówki ze złotem z ręki Santera.

## Imię
Wielu czytelników zastanawiało się, jak przetłumaczyć imię słynnego wodza Apaczów. Znaczenie imienia zostało dopiero odczytane z pamiętnika przyjaciela Maya –  Ernsta Abela, który opisał w nim, jak to pisarz opowiedział historię imienia Apacza pewnej grupie wielbicieli, w trakcie spotkania z nimi, w dniu 25.03.1898 r. Opowieść brzmiała następująco:  Inczu-czuna, ojciec Winnetou, uznawany był za głównego wodza przez wszystkie plemiona Apaczów z wyjątkiem jednego, zbuntowanego szczepu. Udał się więc do tych buntowników w towarzystwie swego syna, aby zdobyć u nich rangę dowódcy. Obaj zostali jednak przez tamtych wzięci do niewoli i skazani na śmierć. W pobliżu miejsca ich uwięzienia znajdowało się małe jezioro, którego powierzchnię pokrywała ropa naftowa. Powiedziano obu Apaczom, że jeśli młodszy z nich żywy przepłynie owo jezioro, obydwaj odzyskają wolność, natomiast Inczu-czuna będzie uznany głównym naczelnikiem szczepu. Ropa pokrywająca powierzchnię jeziora została przy tym podpalona. Winnetou, mający wówczas trzynaście lat, został uwolniony z więzów. Wskoczył natychmiast do wody i pozostawał w niej przez długi czas niewidoczny, tak iż został uznany za martwego. On jednak wynurzył się niespodziewanie ponownie pośród Apaczów. Ciało jego pokrywały liczne rany od poparzeń, a ogień pozbawił go pięknych włosów. Czyn ten wyjednał Inczu-czunie rangę wodza u wrogo do tej pory usposobionego plemienia, Winnetou zaś zdobył imię, które w tłumaczeniu oznaczało „Płonącą Wodę”.
Tłumaczenia imienia nie zawierała żadna z powieści Maya, ani listy do czytelników – prawdopodobnie miało pozostać ono tajemnicą, jednak prośby wielbicieli sprawiły, że pisarz zdradził, co oznacza imię najsłynniejszego bohatera jego książek. Podobnie jednak, jak inne „indiańskie” imiona bohaterów Maya, słowo „Winnetou” nie pochodzi z języka Apaczów (ani żadnego innego z wielu języków Indian), lecz jest wytworem wyobraźni samego pisarza.

## Winnetou w książkach Maya (chronologiczne)
- Winnetou (tom I)
- Winnetou (tom II)
- Syn Łowcy Niedźwiedzi (lub Old Shatterhand)
- Upiór z Llano Estacado (lub „Duch Llano Estacado”)
- Skarb w Srebrnym Jeziorze
- Czarny mustang
- Król naftowy (Król nafty)
- Boże Narodzenie
- Old Surehand (tom I–III)
- Szatan i Judasz (tom I–III)
- Winnetou (tom III)
- Winnetou IV (w Polsce znany jako „Spadkobiercy Winnetou”)

## Filmy z Winnetou
Na motywach książkowych przygód Winnetou powstała popularna seria westernów (były to produkcje niemiecko-jugosłowiańskie). W rolę indiańskiego wodza wcielił się francuski aktor Pierre Brice. Po 1992 roku Serb Gojko Mitić grał rolę Winnetou w teatralnym przedstawieniu w Bad Segeberg.
Na cykl filmów o losach Winnetou składają się następujące tytuły:
- Skarb w Srebrnym Jeziorze (1962)
- Winnetou I: Złoto Apaczów (1963)
- Winnetou II: Ostatni renegaci (1964)
- Winnetou III: Ostatnia walka (1965)
- Winnetou w Dolinie Sępów (1964)
- Winnetou i Old Shatterhand (1964)
- Winnetou i król nafty (1965)
- Winnetou i Old Surehand (1965)
- Winnetou i Apanaczi (1966)
- Winnetou i Old Firehand (1966)
- Winnetou w Dolinie Śmierci (1968)
- Powrót Winnetou – cz. 1 (1998)  [produkcja ZDF]
- Powrót Winnetou – cz. 2 (1998)  [produkcja ZDF]
- Winnetou. Nowy świat (2016)
- Winnetou i tajemnica srebrnego jeziora (2016)
- Winnetou. Ostatnia bitwa (2016)